# كواك دونغ يون
كواك دونغ يون هانغل: 곽동연; هانجا: 郭東延)؛ ولد في 19 مارس 1997) هو ممثل وموسيقي كوري جنوبي، ظهر لأول مرة في التمثيل في المسلسل التلفزيوني «حصل زوجي على عائلة» في عام 2012 الذي حصل فيه على جائزة أفضل ممثل شاب في حفل جوائز الدراما الكورية. ثم تألق في ميدلي المراهقة (2013 و المزارع الحديث 2014 وفي عام 2016، حصل على مزيد من الاهتمام بالدراما التاريخية الحب تحت ضوء القمر ، كواك هو أيضًا عضو وعازف الجيتار الرئيسي في فرقة كوكوما «فرقة الأطفال الصغار» التي تديرها  إف إن سي إنترتينمنت.

## مساره المهني
ظهر كواك لأول مرة في التمثيل في عام 2012، حيث ظهر في المسلسل التلفزيوني KBS My Husband Got a Family  بلغت الدراما ذروتها بنسبة 49.6٪ لأدائه، فاز كواك بجائزة أفضل ممثل شاب في حفل جوائز الدراما الكورية 2012.
في عام 2013، ظهر في دور الأمير الصغير دونغ بيونغ في الدراما التاريخية  SBS جانغ أوك جونغ   Living by Love ثم تألق في KBS Drama Special Adolescence Medley في نفس العام، ظهر كواك في KBS دراما فترة ملهمة الجيل لعب النسخة الأصغر من شخصية كيم هيون جونغ.
في مارس 2014، تولى الدور القيادي في KBS Drama Special Middle School Girl A حيث قام بتصوير دور طالب منقول ذكي يتعرض للتنمر في مدرسته الجديدة. ثم تألق كواك في دراما نهاية الأسبوع SBS ModernFarmer، لعب عازف طبل لفرقة موسيقى الروك التي انتقلت لاحقًا إلى قرية اسمها «لتكون مزارعً».
في عام 2015، تألق كواك مع SISTAR‘s Bora في سلسلة الويب Suck It Up .
في عام 2016، حصل على اهتمام أكبر بعد مشاركته في بطولة سلسلة KBS2 التاريخية  Love in the Moonlight  التي تصور المبارز الماهر المسمى كيم بيونغ يون، ثم لعب أدوارًا داعمة في الدراما الرومانسية الخيالية SBS Reunited Worlds ، والدراما الرومانسية KBS Radio Romance .
في عام 2018، تألق كواك في مسلسل JTBC الكوميدي الرومانسي Gangnam Beauty ، الذي حقق نجاحًا واكتسب اعترافًا متجددًا لـ كواك، ثم قام بالتسجيل في بطولة الدراما الكوميدية،SBS My Strange Hero .

## عن حياته
التعليم: مدرسة الفنون المسرحية سيول (قسم الموسيقى العملية)، بدأ التمثيل عندما كان عمره 15 عامًا، توفيت والدته في فبراير 2014، والتي كانت تعاني من حالة مزمنة.
في عام 2012 حصل على جائزة أفضل ممثل شاب في حفل جوائز الدراما الكورية، عندما كان عمره 13 عامًا، انتقل إلى سيول بمفرده للتدريب تحت قيادة إف إن سي إنترتينمنت.

## فيلموغرافيا

### مسلسلات تلفزيونية
- My Strange Hero (복수가 돌아왔다) | SBS / 2018 – Oh Se Ho
- ID: Gangnam Beauty (내 아이디는 강남미인) | JTBC / 2018 – Yeon Wooyoung
- Radio Romance (라디오 로맨스) | KBS2 / 2018 – Jason
- Reunited Worlds (다시 만난 세계) | SBS / 2017 – Sung Hae Cheol
- Fight for My Way (쌈, 마이웨이) | KBS2 / 2017 – Kim Moo Ki
- Love in the Moonlight (구르미 그린 달빛) | KBS2 / 2016 – Kim Byung Yeon
- The Master of Revenge (마스터-국수의 신) | KBS2 /2016 – Lee Yongjoo
- Pied Piper (피리부는 사나이) | tvN / 2016 – Kong Jungin
- Come Back Mister (돌아와요 아저씨) | SBS / 2016 – Young Han Gitak
- Hwajung (화정) | MBC / 2015 – Lee Ui Rib
- Modern Farmer (모던파머) | SBS / 2014 – Han Kijoon
- Inspiring Generation (감격시대 : 투신의 탄생) | KBS2 / 2014 – Young Shin Jung Tae
- Drama Special Series: Puberty Medley (사춘기 메들리) | KBS2 / 2013 – Choi Jungwoo
- Jang Ok Jung, Living by Love (장옥정, 사랑에 살다) | SBS / 2013 – Young Dongpyung
- My Husband Got a Family (넝쿨째 굴러온 당신) | KBS2 / 2012 – Bang Janggoon

- فينتشنزو لعام 2021.tvN ، بدور جانغ هان سيو.[4]
- صيفنا الحبيب SBS 2021، دور الكاميو- بدور كاتب.[5]
- الفأر الكبير tvN 2022، في دور جيري.[6][7]
- هائل 2022 TVING ، في دور كواك يونغ جو[8]
- غاس للإلكترونيات ENA 2022 ، في دور لي سانغ سيك[9]
- ملكة الدموع tvN 2024 ، هونغ سو تشيول[10]

### يرامج منوعة
- الشباب إم تي[11]

## روابط خارجية
كواك دونغ يون على موقع IMDb (الإنجليزية)
- كواك دونغ يون على موقع روتن توميتوز (الإنجليزية)
- كواك دونغ يون على موقع قاعدة بيانات الفيلم (الإنجليزية)
- كواك دونغ يون على موقع كينوبويسك (الروسية)